# Nikon D850
La Nikon D850 è una fotocamera reflex (DSLR) prodotta dalla Nikon Corporation, annunciata il 24 agosto 2017. La sua disponibilità inizia a settembre 2017. Si colloca come modello successore della Nikon D810.

## Caratteristiche
La D850 presenta il classico corpo Nikon in lega di magnesio con guarnizioni a prova di infiltrazioni (tropicalizzazione), col classico inserto rosso sul frontale. Esteticamente la novità più rilevante che la distingue dal modello predecessore è la presenza dei pulsanti retroilluminati. Di serie la connettività Wi-Fi e quella Bluetooth con tecnologia Snapbridge. È equipaggiata con il sistema AF a 153 punti e con il processore Expeed 5, ereditati entrambi dalla Nikon D5.
La fotocamera è in grado di registrare filmati 4K 24/25/30p utilizzando l'intera larghezza del sensore. Registrando in Full HD invece si possono raggiungere i 120 FPS. Per quanto riguarda il timelapse, la D850 è in grado di registrare direttamente in macchina quelli 4K UHD. Rispetto al modello precedente è stata migliorata anche la gestione energetica, arrivando a scattare circa 1.800 foto o registrare 70 minuti di video. Tali valori salgono notevolmente usando il battery grip permettendo di arrivare a circa 5100 scatti.
Le dimensioni della fotocamera sono 146 x 124 x 78,5 mm per 915 g di peso per il solo corpo senza scheda e batteria.

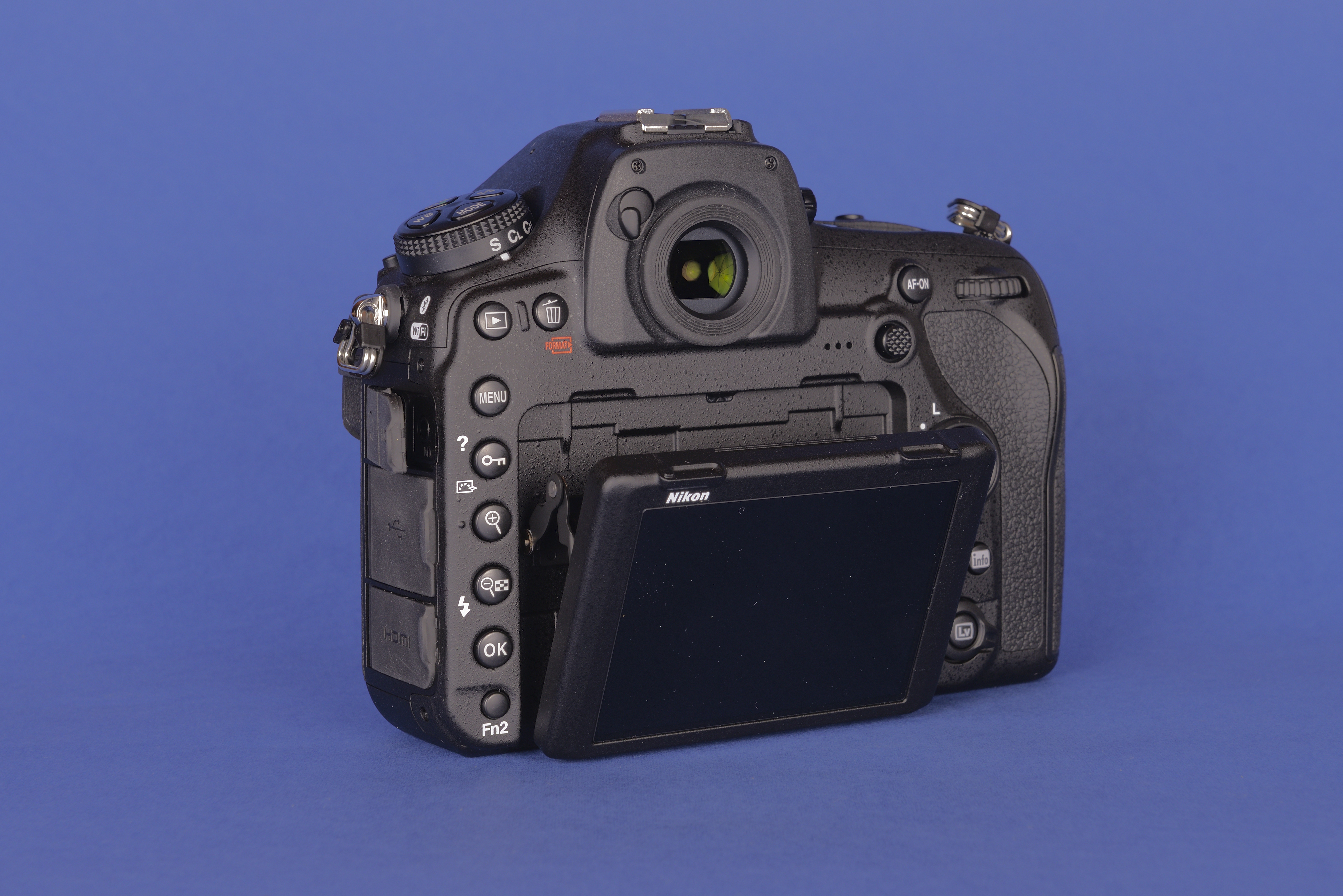
Dorso della macchina con il monitor regolabile